# Canon de 320 mm mle 1870/93
Die Schneider 320 mm Mle 1870/93 war ein französisches Eisenbahngeschütz.

## Geschichte
Die Mle 1870/93 wurde aufgrund einer Ausnahmelage entwickelt: Aus Mangel an schwerer und überschwerer Artillerie entschied das französische Oberkommando, Küstenartillerie und überflüssige Festungsgeschütze auf Eisenbahnlafetten zu verwenden. Dies übernahm die Waffenfabrik Schneider. Das Ergebnis war die Mle 1870/93. Das Geschütz wurde von 1914 bis zum Kriegsende 1918 verwendet und 1920 verschrottet.

## Technik
Schneider verzichtete bei seiner Konstruktion auf ein Rohrrücklaufsystem. Das Rohr hing an verstärkten Schildzapfen. Der Rückstoß wurde durch die Bremsen an der Lafette abgefangen. Nach einigen Schüssen musste die Waffe wieder in ihre Ausgangsposition gezogen werden. Die Waffe hatte keinen Seitenrichtbereich. Deshalb wurde das Gleissystem in einer Schießkurve angelegt, um so das Geschütz auf die Schussrichtung einzurichten.